# 鲤鱼湾水库
鲤鱼湾水库是中国广西壮族自治区玉林市福绵区成均镇境内的一座水库，位于南流江支流连陡江上，建于1969年。水库正常库容为910万立方米，集雨面积为31平方千米，海拔为195米。